# Kosma Pieśniarz
Kosma Pieśniarz, Kosma z Jerozolimy, Kosma z Maiumy, znany także pod imionami: Melodos, Kosmas hagiolites, gr. Κοσμάς ο Μελωδός, cs. Swiatitiel Kosma, jepisko Maiumskij, tworec kanonow (ur. w Jerozolimie, zm. po 750 w Maiumie k. Gazy) – grecki poeta, biskup, święty prawosławny.
Kosma był przyrodnim bratem św. Jana z Damaszku i tak jak on był mnichem w klasztorze św. Saby koło Jerozolimy. Od roku 735 pełnił funkcję biskupa Maiumy koło Gazy.
Jest autorem dzieła Kanon i Idiomela. Niektórzy przypisują mu również Komentarz do poezji Grzegorza z Nazjanzu.
Jego wspomnienie obchodzone jest 12/25 października, tj. 25 października według kalendarza gregoriańskiego.